# 星の降る丘
「星の降る丘」（ほしのふるおか）は、野川さくらの6枚目のシングル。また、名古屋市主催にて同名の映画『星の降る丘』、企画：ショートストーリーなごや「大賞作品」（2010年公開：大森研一監督）がある。

## 収録曲
1. 星の降る丘
  - 作詞：野川さくら、作曲：影山ヒロノブ、編曲：須藤賢一
2. オアシス
  - 作詞・作曲：影山ヒロノブ、編曲：須藤賢一
3. 星の降る丘（off vocal）
4. オアシス（off vocal）
5. ぐっにゃ〜ん（ボーナストラック）
  - 作詞：野川さくら、作曲：影山ヒロノブ、編曲：須藤賢一・影山ヒロノブ

## 同名の映画
『星の降る丘』は大森研一監督、2010年6月公開の短編映画。
概要
- 企画：ショートストーリーなごや「大賞作品」。

キャスト
- 広田雅裕
- 萩美香